# King Charles III Stakes
Groupe 1
Les King Charles III Stakes (King's Stand Stakes jusqu'en 2023) est une course hippique de plat se déroulant au mois de juin sur l'hippodrome d'Ascot en Angleterre, durant le meeting royal.
C'est une course de Groupe I réservée aux chevaux de 3 ans et plus. Elle se court sur environ 1 000 mètres (5 furlongs) et son allocation s'élève à £ 600 000.
La première édition remonte à 1837, et la course a été successivement nommée Stand Plate, Royal Stand Plate et Queen's Plate avant de prendre son nom actuel en 1901. Groupe 1 entre 1973 et 1988, elle a alors été déclassée en groupe 2, avant de retrouver son rang en 2008. Cette épreuve fait partie du Global Sprint Challenge, une série d'épreuves sur courtes distances disputées dans quatre pays (Angleterre, Australie, Japon, Hong Kong).

## Palmarès depuis 1987
| Année                      | Vainqueur       | S/A | Pays        | Père              | Jockey             | Entraîneur        | Propriétaire                      | Temps   |
| -------------------------- | --------------- | --- | ----------- | ----------------- | ------------------ | ----------------- | --------------------------------- | ------- |
| 2025                       | American Affair | H.5 | Royaume-Uni | Washington DC     | Paul Mulrennan     | Jim Goldie        | Barraston Racing & J.S. Goldie    | 0'59"64 |
| 2024                       | Asfoora         | F.5 | Australie   | Flying Artie      | Oisin Murphy       | Henry Dwyer       | Noor Elaine Farm Pty Ltd          | 0'58"60 |
| 2023                       | Bradsell        | M.3 | Royaume-Uni | Tasleet           | Hollie Doyle       | Archie Watson     | Victorious Racing                 | 1'00"91 |
| 2022                       | Native Strip    | H.7 | Australie   | Nicconi           | James McDonald     | Chris Waller      | R.A.E Lyons, P. D. Harrison & Al  | 0'58"25 |
| 2021                       | Oxted           | H.5 | Royaume-Uni | Mayson            | Cieren Fallon      | Roger Teal        | Piper, Hirschfeld, Fish & Collins | 0'59"03 |
| 2020                       | Battaash        | H.6 | Royaume-Uni | Dark Angel        | Jim Crowley        | Charles Hills     | Hamdan Al Maktoum                 | 0'58"64 |
| 2019                       | Blue Point      | M.5 | Royaume-Uni | Shamardal         | James Doyle        | Charlie Appleby   | Écurie Godolphin                  | 0'58"53 |
| 2018                       | Blue Point      | M.4 | Royaume-Uni | Shamardal         | William Buick      | Charlie Appleby   | Écurie Godolphin                  | 0'58"14 |
| 2017                       | Lady Aurelia    | F.3 | États-Unis  | Scat Daddy        | John Velasquez     | Wesley Ward       | Stonestreet Stables & G. Bolton   | 0'57"54 |
| 2016                       | Profitable      | M.4 | Royaume-Uni | Invincible Spirit | Adam Kirby         | Clive Cox         | Alan D.Spence                     | 1'02"69 |
| 2015                       | Goldream        | H.6 | Royaume-Uni | Oasis Dream       | Martin Harley      | Robert Cowell     | J.Sargeant & J.Morley             | 0'59"11 |
| 2014                       | Sole Power      | H.7 | Royaume-Uni | Kyllachy          | Richard Hughes     | Edward Lynam      | Mrs. S.Power                      | 0'58"85 |
| 2013                       | Sole Power      | H.6 | Royaume-Uni | Kyllachy          | Johnny Murtagh     | Edward Lynam      | Mrs. S.Power                      | 0'58"88 |
| 2012                       | Little Bridge   | H.5 | Hong Kong   | Faltaat           | Zac Purton         | Danny Shum        | Ko Kam Piu                        | 0'59"69 |
| 2011                       | Prohibit        | H.6 | Royaume-Uni | Oasis Dream       | Jim Crowley        | Robert Cowell     | Dasmal, Rix, Barr, Morley & Co    | 0'59"50 |
| 2010                       | Equiano         | M.5 | Espagne     | Acclamation       | Michael Hills      | Barry Hills       | James Acheson                     | 0'59"00 |
| 2009                       | Scenic Blast    | H.5 | Australie   | Scenic            | Steven Arnold      | Dan Morton        | Elio-A Galante & Partners         | 0'59"54 |
| 2008                       | Equiano         | M.3 | Espagne     | Acclamation       | Olivier Peslier    | M.Delcher Sanchez | F. Sanz-Blanco                    | 0'59"35 |
| Éditions classées Groupe 2 |                 |     |             |                   |                    |                   |                                   |         |
| 2007                       | Miss Andretti   | F.6 | Australie   | Ihtiram           | Craig Newitt       | Lee Freedman      | Buckley, Mueller, Guenzi          | 0'57"44 |
| 2006                       | Takeover Target | H.7 | Australie   | Celtic Swing      | Jay Ford           | Joe Janiak        | Joe & Ben Janiak                  | 0'59"79 |
| 2005                       | Chineur *       | M.4 | France      | Fasliyev          | Christophe Lemaire | Mikel Delzangles  | Marquise de Moratalla             | 0'57"55 |
| 2004                       | The Tatling     | H.7 | Royaume-Uni | Perugino          | Darryll Holland    | Milton Bradley    | Dab Hand Racing                   | 1'00"16 |
| 2003                       | Choisir         | M.4 | Australie   | Danehill Dancer   | Johnny Murtagh     | Paul Perry        | Terry Wallace & Partners          | 0'59"68 |
| 2002                       | Dominica        | M.3 | Royaume-Uni | Alhaarth          | Martin Dwyer       | Marcus Tregoning  | R. B. Kennard                     | 1'00"89 |
| 2001                       | Cassandra Go    | F.5 | Royaume-Uni | Indian Ridge      | Michael Roberts    | Geoff Wragg       | Trevor Stewart                    | 1'00"49 |
| 2000                       | Nuclear Debate  | H.5 | France      | Geiger Counter    | Gérald Mossé       | John Hammond      | Bob Chester                       | 1'01"13 |
| 1999                       | Mitcham         | H.3 | Royaume-Uni | Hamas             | Richard Quinn      | Terry Mills       | Terry Mills                       | 1'00"58 |
| 1998                       | Bolshoi         | M.6 | Royaume-Uni | Royal Academy     | Carl Lowther       | Jack Berry        | Mrs David Brown                   | 1'01"16 |
| 1997                       | Don't Worry Me  | F.5 | France      | Dancing Dissident | Olivier Peslier    | Guy Henrot        | Jean-François Gribomont           | 1'01"95 |
| 1996                       | Pivotal         | M.3 | Royaume-Uni | Polar Falcon      | George Duffield    | Sir Mark Prescott | Cheveley Park Stud                | 0'59"49 |
| 1995                       | Piccolo         | M.4 | Royaume-Uni | Warning           | Richard Hughes     | Mick Channon      | John White & Partners             | 0'59"67 |
| 1994                       | Lochsong        | F.6 | Royaume-Uni | Song              | Frankie Dettori    | Ian Balding       | Jeff Smith                        | 1'00"73 |
| 1993                       | Elbio           | M.4 | Royaume-Uni | Precocious        | Steve Cauthen      | Peter Makin       | Brian Brackpool                   | 1'03"08 |
| 1992                       | Sheikh Albadou  | M.4 | Royaume-Uni | Green Desert      | Walter Swinburn    | Alex Scott        | Hilal Salem                       | 1'00"50 |
| 1991                       | Elbio           | M.4 | Royaume-Uni | Precocious        | Steve Cauthen      | Peter Makin       | Brian Brackpool                   | 1'01"40 |
| 1990                       | Dayjur          | M.3 | Royaume-Uni | Danzig            | Willie Carson      | Dick Hern         | Hamdan Al Maktoum                 | 1'01"96 |
| 1989                       | Indian Ridge    | M.4 | Royaume-Uni | Ahonoora          | Steve Cauthen      | David Elsworth    | Anne Coughlan                     | 1'01"36 |
| 1988                       | Chilibang       | M.4 | Royaume-Uni | Formidable        | Willie Carson      | John Dunlop       | Mrs H. J. Heinz                   | 1'00"61 |
| 1987                       | Bluebird        | M.4 | Irlande     | Storm Bird        | Cash Asmussen      | Vincent O'Brien   | Robert Sangster                   | 1'05"25 |

* En 2005, en raison des travaux de rénovation à Ascot, la course s'est déroulée sur l'hippodrome de York.